# Осино
Осино (рус. Осыно) слатководно је језеро ледничког порекла смештено у јужном делу Себешког рејона на југозападу Псковске области у Русији. Налази се на територији Себешког националног парка. Кроз језеро протиче река Нишча (десна притока Дрисе) преко које је оно повезано са басеном реке Западне Двине и Балтичког мора.
Акваторија језера обухвата површину од око 8,21 км² (821 хектар), а на површини језера се налазе и мања острва укупне површине око 0,02 км². Максимална дубина језера је до 10 метара, односно просечна од око 4 метра.
На обали језера лежи село Осино.